# Schwogenstraße 18 (Mönchengladbach)

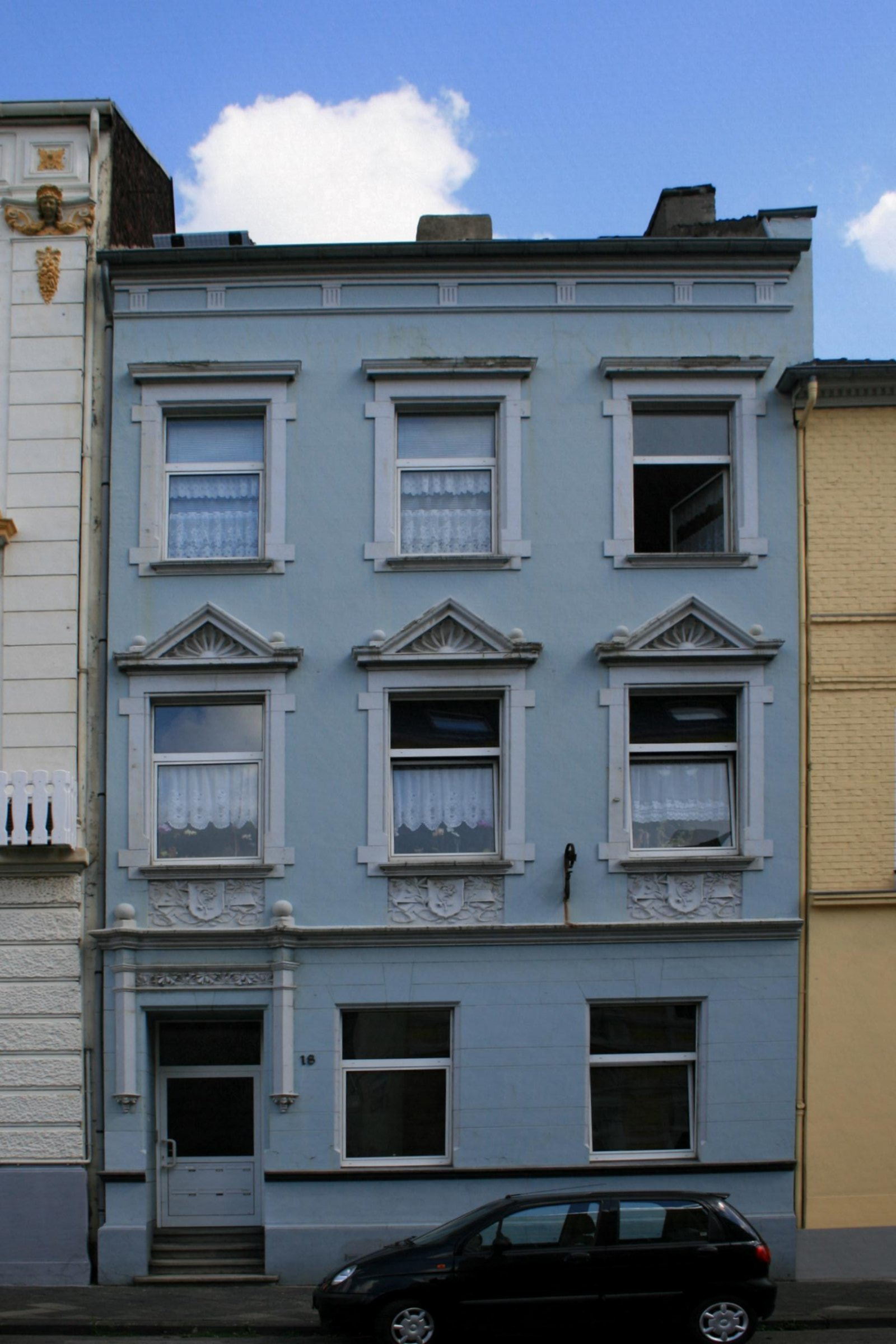
Wohnhaus (2010)

Das Wohnhaus Schwogenstraße 18 steht im Stadtteil Eicken in Mönchengladbach (Nordrhein-Westfalen).
Das Gebäude wurde um 1900 erbaut und unter Nr. Sch 001 am 4. Dezember 1984 in die Denkmalliste der Stadt Mönchengladbach eingetragen.

## Architektur
Das Haus Schwogenstraße 18 gehört zum Stadtteil Eicken und steht in einer größeren Baugruppe aus der Zeit des Historismus-Jugendstils. Es handelt sich um ein dreigeschossiges Dreifensterhaus des Jugendstils, das um die Jahrhundertwende erbaut wurde.